# 九三学社贵州省委员会
九三学社贵州省委员会，简称九三贵州省委、九三学社贵州省委、贵州九三学社，是九三学社在贵州省的地方组织。